# Fluor Corporation
Fluor Corporation (NYSE: FLR) er en amerikansk multinational ingeniør-, bygge- og anlægsvirksomhed, der er baseret i Irving, Texas. De udbyder services indenfor olie & gas, industri, infrastruktur og energi. De har over 40.000 ansatte og omsætter for 14 mia. US $.
Fluor blev etableret i 1912 af John Simon Fluor som Fluor Construction Company.